# Death on the Road (DVD)
Death on the Road är en live-dvd med den brittiska heavy metalgruppen Iron Maiden som släpptes den 6 februari, 2006. Videon spelades in under en konsert i Dortmund, Tyskland den 24 november 2003 under turnén Dance of Death World Tour. 
Dvd:n består av 3 dvd-skivor. Den första skivan består av konserten i 5.1ljud. Den andra skivan är konserten i stereo och den tredje skivan innehåller 70-minuter lång dokumentärfilm som följer skapandet av skivan Dance of Death och förberedelserna till turnén. 
Dvd:n innehöll många fel och kunde inte spelas på många dvd-spelare, därför togs dvd:n bort från försäljning under våren 2006. I juni 2007 släpptes åter Death on the Road ut på dvd.
Omslaget är gjort av Melvyn Grant.

## Låtlista

### Skiva 1
1. Wildest Dreams (Smith, Harris)
2. Wrathchild (Harris)
3. Can I Play with Madness (Smith, Dickinson, Harris)
4. The Trooper (Harris)
5. Dance of Death (Gers, Harris)
6. Rainmaker (Murray, Harris, Dickinson)
7. Brave New World (Murray, Dickinson, Harris)
8. Paschendale (Smith, Harris)
9. Lord of the Flies (Harris, Gers)

### Skiva 2
1. No More Lies (Harris)
2. Hallowed Be Thy Name (Harris)
3. Fear of the Dark (Harris)
4. Iron Maiden (Harris)
5. Journeyman (Smith, Harris, Dickinson)
6. The Number of the Beast (Harris)
7. Run to the Hills (Harris)

## Banduppsättning
- Steve Harris - bas
- Bruce Dickinson - sång
- Janick Gers - gitarr
- Adrian Smith - gitarr
- Dave Murray - gitarr
- Nicko McBrain - trummor